# Rhamdella montana
Rhamdella montana är en fiskart som beskrevs av Eigenmann, 1913. Rhamdella montana ingår i släktet Rhamdella och familjen Heptapteridae. Inga underarter finns listade i Catalogue of Life.